# 6-й армійський корпус (Російська імперія)
6-й армійський корпус (рос. 6-й армейский корпус) — загальновійськове оперативне з'єднання (армійський корпус) Російської імператорської армії. Сформоване 19 лютого 1877 року з 4-ї, 6-ї, 10-ї піхотних дивізій і 6-ї кавалерійської дивізії. Навесні та влітку 1917 року було «українізовано» й переформовано на 2-й Січовий Запорізький корпус.

## Історія

### VI-й корпус у битвах у Східній Пруссії та Польщі в 1914—1915 рр.
До 12/25 серпня 1914 року, завдяки необдуманим директивам Головнокомандувача військ Північно-Західного фронту генерала Жилінського й діям генерала Самсонова, замість зосередження, 2-га російська армія була розведена «віялом» на фронті в 120 верст у дні вирішальної битви (Битва під Танненбергом) з 8-ю німецькою армією.
 Німецька 8-а армія підводилася до поля битви у двох групах: південна силою 8 з половиною піхотних дивізій прямувала для удару в лівий фланг і тил армії Самсонова, північна 4 з половиною піхотних дивізій прямувала на Бішофсбург для нанесення окремої поразки ізольованому VI російському корпусу
.
Бій розчленовувався на низку ізольованих корпусних боїв. 12/25 серпня VI російський корпус отримав зміну директиви, викликане дозволом Головнокомандувача наступати головними силами не на фронт Зеєбург — Растенбурґ, а на фронт Остерод — Алленштайн. Згідно з новою директивою, на VI російський корпус покладалося завдання, залишаючись у Бішофсбурга, забезпечити правий фланг 2-ї російської армії в районі між Алленштайном та головними Мазурськими озерами. Правіше йшла 4-та кавалерійська дивізія з метою розвідки у смузі Зеєбург-Растенбург. Внаслідок кінної розвідки командир корпусу генерал Благовіщенський отримав відомості про присутність великих сил ворога у Лаутерна — Зебурга. У рамках поставленого корпусу завдання Благовіщенський вирішує пересунути 16-ту піхотну дивізію до Алленштайна. Вранці 13/26 серпня дивізія розпочала рух до Алленштайна. Тим часом, «з боку Лаутерна почався наступ супротивника». 4-та піхотна дивізія «втягнулася у бій і швидко витратила свої резерви». Нечисленна російська артилерія відмовилася від боротьби з батареями супротивника. Російські полки, героїчно опираючись, зазнавали величезних втрат від ворожого артилерійського вогню. О 1 годині дня командир VI корпусу наказує 16-й піхотної дивізії повернутися до Бішофсбургу для надання допомоги 4-й піхотній дивізії. Один полк був спрямований до Бішофсбургу, а решті сил було наказано рушити на захід для завдання флангового удару. Проте, забракло часу: 4-та піхотна дивізія охоплена з трьох сторін, почала відхід до Ортельсбургу. Безладний відступ 4-ї піхотної дивізії прикрили частини 16-ї піхотної та 4-ї кавалерійської дивізій.
 У бою у Бішофсбурга 4-та піхотна дивізія, що була у складі 12,5 батальйонів, 5-ти польових та 2-мортирних батарей втратила 73 офіцери, 5283 нижні чини, 2 батареї та 18 кулеметів… втрати досягали 50% 
.
Вранці 14/27 серпня 16-та піхотна дивізія розпочала відступ від Бішофсбурга у напрямку на Менсгут. Близько 4 години дня її ар'єргард вплутався в бій з авангардом противника на північ від Менсгута. Поступово «розгорнулися і вступили в бій також головні сили 16 піхотної дивізії». Противник змушений був припинити наступ. Вночі 15/28 серпня «дивізія пройшла повз палаючого Ортельсбурга і розташувалася на схід від нього». Центральні корпуси армії генерала Самсонова перебували біля Алленштейна та на захід. Військовий історик Головін Н. у своїх дослідженнях зазначає, що «за таких умов для 16-ї піхотної дивізії був лише один шлях: дорога на Пассенхайм для того, щоб, захищаючи дефіле, що знаходяться там між озерами, не допустити ворожий корпус вийти в тил головним силам армії Самсонова». 16-а піхотна дивізія мала зайняти або Пассенхайм, або Єдвабно або Вілленберг. Однак цього не було зроблено ні в ніч на 16/29 серпня, ні вдень 16/29 серпня. Командир дивізії та його штаб не прийняли самостійне рішення, що відповідає складовій обстановки і разом зі своєю дивізією «пасивно» відступали слідом «за 4-ю піхотною дивізією, що пішла на південь і корпусним начальством».
 Відхід на південь цілком боєздатної 16 піхотної дивізії не можна не вважати "найбільшою стратегічною помилкою командира корпусу і начальника дивізії", що призвела до катастрофічних для центральних корпусів 2-ї армії наслідків 
.
До 17/30 серпня штаб фронту не вживає жодних заходів «для того, щоб взяти до рук управління фланговими корпусами» 2-ї російської армії. Об 11-й годині ранку 17/30 серпня було отримано наказ зі штабу фронту про необхідність зосередження VI корпусу у Вілленберга, 4-ї кавалерійської дивізії рушити на Пассенхайм з метою забезпечити правий фланг і тил центральних корпусів армії Самсонова. Надвечір VI корпус просунувся на 15 верст у напрямку Ліповець. 4-та кавалерійська дивізія знову наблизилася до Грамена. 17/30 серпня стався полон деяких частин XIII корпусу. У ніч на 18/31 серпня Жилінський наказує VI корпусу відступити на Мишковець і далі на Остроленку. Головін Н. писав, що продовження руху корпусу на Вілленберг врятувало б частини 36-ї піхотної дивізії під командуванням генерала Преженцова (майже 11 000). Однак, воля Головнокомандувача військ Північно-Західного фронту генерала Жилінського «не зуміла виявити навіть невелику наполегливість, щоб урятувати залишки тих героїв, яких так безрозсудно гнала в авантюру».
 Для порятунку центральних корпусів 2-ї армії зовсім не потрібно форсованих рухів протягом сотень верст у стратегічну пастку лівофлангових корпусів армії Ренненкампфа, а потрібна лише елементарна стратегічна грамотність верхів VI корпусу 
.
З 12 жовтня 1914 року корпус входив до складу 1-ї армії під командуванням генерала від кавалерії П. К. Ренненкампфа. Виконував завдання щодо прикриття правого флангу та тилу армії, що діяла на захід від Вісли. 4 листопада брав участь у наступі на Рацьонж, Серпць й Рипін.
15 листопада корпус почав наступ на містечка Собота і Бєляви, потіснив частини німецької 1-ї піхотної дивізії, перейшов р.Мрогу і закріпився на нових позиціях.
До 6 грудня після важких боїв чисельність корпусу впала до 17 тис. осіб (40% від штатної чисельності та 58% від чисельності на 1 листопада).
У середині грудня корпус зайняв 15-км ділянку фронту біля злиття річок Бзура та Равка. У боях у цьому районі його війська зазнали з боку німців атаки з використанням хімічної зброї..
7 січня 1915 року корпус було передано в 2-гу армію (командувач генерал від інфантерії В. В. Смирнов). У другій половині січня 1915 року корпус зіграв провідну роль у відбитті демонстративного наступу 11-ї німецької армії в районі Боржимів - Воля Шидловська, але його втрати у цій битві склали до 40 000 осіб.
З червня 1915 року передано до складу 11-ї армії (командувач генерал від інфантерії Д. Г. Щербачов) Південно-Західний фронт. Був перекинутий до Галичини, де взяв участь в ударі у фланг німецьких частин генерал-полковника А. фон Макензена, що наступали. У цих боях російські війська завдали поразки двом корпусам ворога, взявши 13 тис. полонених, захопивши 6 артилерійських гармат та понад 40 кулеметів. Із 3 червня корпус перейшов до оборони.
Корпус — учасник Таневської битви 18 — 25 червня 1915 р. і Люблінсько-Холмської битви 9 — 22 липня 1915 р.
Восени 1915 року 6-й армійський корпус взяв участь у наступальній операції південних армій Південно-Західного фронту на р. Серет. На початок листопада спільно з 17-м армійським корпусом було взято в полон понад 10 тис. полонених.

## Структура
До початку Першої світової війни входив до складу Варшавської військової округи. Склад на 18.07.14
- 4-та піхотна дивізія[ru]
  - 1-ша бригада
    - 13-й піхотний Білозерський полк[ru]
    - 14-й піхотний Олонецький полк[ru]

  - 2-га бригада
    - 15-й піхотний Шліссельбурзький полк[ru]
    - 16-й піхотний Ладозький полк[ru]

  - 4-та артиллерийская бригада
- 16-та піхотна дивізія[ru]
  - 1-ша бригада
    - 61-й піхотний Володимирський полк[ru]
    - 62-й піхотний Суздальський полк[ru]

  - 2-га бригада
    - 63-й піхотний Углицький полк[ru]
    - 64-й піхотний Казанський полк[ru]

  - 16-та артиллерийская бригада

- 67-ма піхотна дивізія[ru] (від 16 листопада 1914 — початок 1915)[18]
- 55-та піхотна дивізія[ru]

- 4-та кавалерійська дивізія
  - 1-ша бригада
    - 4-й драгунський Новотроїцько-Катеринославський полк[ru]
    - 4-й уланський Харківський полк

  - 2-га бригада
    - 4-й гусарський Маріупільський полк
    - 4-й козацький Донський полк[ru]

  - 4-й кінно-артилерійський дивізіон
- 6-й мортирно-артилерійський дивізіон
- 10-й саперний батальйон
- 1-й обозний батальйон

## Командування

### Командувачі корпусу
- 19.02.1877 — 04.03.1877 — генерал-лейтенант барон Раль Василь Федорович[ru]
- 04.03.1877 — 16.04.1878 — генерал-лейтенант барон Меллер-Закомельський Микола Іванович
- 16.04.1878 — 21.10.1883 — генерал-лейтенант Рооп Христофор Христофорович
- 04.11.1883 — 09.04.1889 — генерал-лейтенант Павлов Платон Петрович[ru]
- 28.05.1889 — 03.05.1900 — генерал-лейтенант (с 30.08.1894 генерал від кавалерії) Кульгачов Олексій Петрович[ru]
- 03.05.1900 — 07.12.1901 — генерал-лейтенант (с 06.12.1900 генерал від інфантерії) Грипенберг Оскар-Фердінанд Казимирович[ru]
- 07.12.1901 — 22.06.1902 — генерал-лейтенант Фадєєв Семен Андрійович[ru]
- 27.06.1902 — 03.09.1904 — генерал-лейтенант Шепелєв Микола Олександрович
- 03.09.1904 — 25.04.1905 — генерал-лейтенант Скугаревський Аркадій Платонович[ru]
- 21.05.1905 — 18.03.1906 — генерал-лейтенант Грибський Костянтин Миколайович
- 18.03.1906 — 05.12.1909 — генерал-лейтенант (з 06.12.1908 генерал від артилерії) Хитрово Микола Михайлович[ru]
- 05.12.1909 — 03.06.1910 — генерал від інфантерії Алексєєв Костянтин Михайлович[ru]
- 03.06.1910 — 01.09.1912 — генерал-лейтенант Шванк Леопольд Олександрович
- 01.09.1912 — 26.08.1914 — генерал-лейтенант (з 06.12.1912 генерал від інфантерії) Благовіщенський Олександр Олександрович[ru]
- 30.08.1914 — 09.11.1914 — генерал-лейтенант Балуєв Петро Семенович
- 09.11.1914 — 06.12.1915 — генерал-лейтенант Гурко Василь Йосипович[ru]
- 02.03.1916 — 15.04.1917 — генерал-лейтенант Гутор Олексій Євгенович
- 15.04.1917 — 25.04.1917 — в. о. генерал-лейтенант Дмитрієв Август Олександрович
- 25.04.1917 — 09.09.1917 — генерал-лейтенант Нотбек Володимир Володимирович[ru]
- 09.09.1917 — хх.12.1917 — в. о. генерал-лейтенант Маркодєєв Павло Анісімович[ru]

### Начальники штабу корпусу
- 24.02.1877 — 27.04.1878 — полковник (з 06.11.1877 генерал-майор) Золотарьов Василь Григорович[ru]
- ранее 01.06.1878 — после 01.10.1883 — генерал-майор Мосолов Микола Миколайович
- 03.12.1883 — 02.08.1884 — генерал-майор Михайлов Леонід Кіндратович[ru]
- 02.08.1884 — 22.02.1889 — генерал-майор Чайковський Митрофан Петрович[ru]
- до 01.05.1889 — 07.11.1889[19] — генерал-майор Басов Павло Миколайович[ru]
- 05.12.1889 — 28.10.1891 — генерал-майор Каульбарс Микола Васильович[ru]
- 25.11.1891 — 25.02.1898 — генерал-майор Зарубаєв Микола Платонович[ru]
- 10.03.1898 — 17.11.1899 — генерал-майор Арцишевський Іван Ігнатович
- 20.11.1899 — 28.09.1904 — генерал-майор Шванк Леопольд Олександрович
- 22.10.1904 — 09.07.1910 — генерал-майор Балуєв Петро Семенович
- 09.07.1910 — 06.09.1914 — генерал-майор Некрашевич Георгій Михайлович
- 06.09.1914 — 16.11.1914 — генерал-майор Залеський Петро Іванович
- 16.11.1914 — 29.02.1916 — генерал-майор Алексєєв Михайло Павлович
- 29.02.1916 — 12.04.1917 — генерал-майор Панов Пилип Петрович[ru]
- 30.04.1917 — 01.08.1917 — генерал-майор Трещенков Олександр Євгенович
- 28.08.1917 — хх.хх.хххх — генерал-майор Греків Олександр Петрович

### Начальники артилерії корпусу
В 1910 посаду начальника артилерії корпусу була замінена посадою інспектора артилерії
Посада начальника/інспектора артилерії корпусу відповідала чину генерал-лейтенанта. Особи, які призначалися на цю посаду в чині генерал-майора, були виконувачами обов'язків і затверджувалися в ній одночасно з піднесенням до генерал-лейтенантів.
- 19.03.1877 — 03.06.1882 — генерал-майор (з 30.08.1880 генерал-лейтенант) Філімонов Василь Семенович[ru]
- 03.06.1882 — 02.04.1883 — генерал-лейтенант Шпадієр Василь Іванович[ru]
- хх.хх.1883 — хх.хх.1885 — генерал-майор Філімонов Олексій Семенович[ru]
- 28.06.1885 — 01.06.1888 — генерал-майор (з 30.08.1886 генерал-лейтенант) Канабіх Яків Павлович
- 01.06.1888 — 17.07.1893[20] — генерал-майор (з 30.08.1888 генерал-лейтенант) Скворцов Петро Миколайович
- 23.10.1893 — 14.02.1899 — генерал-майор (з 14.11.1894 генерал-лейтенант) Хлєбніков Володимир Миколайович[ru]
- 14.02.1899 — 21.09.1903 — генерал-майор (З 06.12.1899 генерал-лейтенант) Ціліакус Василь Володимирович
- 14.10.1903 — 15.05.1907 — генерал-майор (з 06.12.1906 генерал-лейтенант) Мейбаум Георгій Костянтинович
- 27.05.1907 — 05.11.1907 — генерал-майор (з 30.07.1907 генерал-лейтенант) Борніо Василь Григорович
- 21.11.1907 — 05.02.1908 — генерал-майор (з 06.12.1907 генерал-лейтенант) Путінцев Петро Флегонтович
- 12.02.1908 — 25.07.1910 — генерал-лейтенант Коханов Микола Васильович[ru]
- 25.07.1910 — 06.01.1913 — генерал-майор Грегорович (Григорович) Андрій Львович
- 06.01.1913 — 14.02.1915 — генерал-майор (з 14.04.1913 генерал-лейтенант) Мейстер Олександр Рейнгольдович
- 14.02.1915 — 15.02.1917 — генерал-майор (з 10.04.1916 генерал-лейтенант) Михайлов Микола Олександрович
- 18.02.1917 — хх.хх.хххх — генерал-майор Седельников Михайло Михайлович[ru]